# Hugo Hardy
Hugo James Hardy (Berlino, 11 agosto 1877 – Berlino, 8 ottobre 1936) è stato un tennista tedesco.

## Carriera
Partecipò ai Giochi della III Olimpiade che si svolsero a Saint Louis nel 1904. All'Olimpiade prese parte al torneo maschile e al torneo di doppio con Paul Gleeson. In entrambi i tornei fu eliminato agli ottavi di finale.